# Collectif Areva ne fera pas la loi au Niger
Areva ne fera pas la loi au Niger est un collectif d'acteurs de la société civile créé en 2008, en France, pour soutenir les populations nigériennes touchées par l'exploitation de l'uranium par l'entreprise Areva et défendre l'environnement contre la pollution radioactive.

## Historique
Interpelés par la situation des populations locales et de réfugiés touaregs en Europe, le collectif fut officiellement créé le 25 mars 2008 lors d'une conférence de presse à l'Assemblée nationale organisée par le député vert Noël Mamère au cours de laquelle étaient invités plusieurs élus locaux nigériens comme Issouf Ag Maha, maire de Tchirozérine,. À cette occasion, le député UMP Michel Terrot, secrétaire du groupe parlementaire « Amitié avec le Niger », dénonce l'invitation d'un porte-parole d'un « groupe rebelle armé » (le Mouvement des Nigériens pour la justice). De fait, une partie des revendications du collectif rejoint celle de la rébellion touareg qui exige une plus grande part des recettes liées à l'uranium. 
Début 2009, le collectif a dénoncé les conditions de travail de l'exploitation uranifère d'Imouraren, les risques de contamination de l'eau potable du site et la politique de soutien que le gouvernement français y apporte,. Pour justifier sa défiance envers le groupe industriel français, il rappelle les manquements passés d'Areva dans la gestion d'une mine à Arlit et « ses énormes masses de déchets radioactifs laissées à l'air libre ».

## Membres
Ce réseau est soutenu par des associations, des syndicats et des partis politiques français et nigériens :
- Association pour la taxation des transactions financières et pour l'action citoyenne (Attac)
- Centre d'études et d'initiatives de solidarité internationale (Cedetim)
- Confédération nationale du travail (CNT)
- Collectif Tchinaghen
- Nouveau Parti anticapitaliste (NPA)
- Les Verts
- Réseau Sortir du nucléaire
- Sud Énergie/Solidaires
- Survie
- Via Campesina

## Objectifs, thématiques et modes d'actions

### Thématiques de discussion
Le collectif souhaite à la fois à soutenir les revendications des riverains des sites miniers exploités par Areva et à contrôler les dégâts causés à l'environnement : selon eux, la « destruction de la faune et de la flore aux alentours des mines » serait une « catastrophe ». Les thématiques de discussion du collectif sont les suivantes :
- L'application et le respect de la déclaration des Nations Unies sur les droits des peuples autochtones préalable à tout projet minier.
- L'application de la réglementation internationale en matière de radioprotection.
- L'application de l'Initiative pour la Transparence dans les Industries Extractives (ITIE), à laquelle le Niger a adhéré en mars 2005.
- La dépollution des sites déjà exploités et une expertise indépendante sur la qualité de celle-ci, notamment en ce qui concerne la gestion des déchets miniers (résidus, stériles, ferrailles contaminées), l'aspect des paysages, le suivi sanitaire des ex-travailleurs et des populations locales, ainsi que la qualité de la nappe phréatique.
- La mise en place de contraintes a priori, transparentes et adaptées pour toute délivrance de nouveaux permis, ainsi que le prélèvement de taxes parafiscales confiées à un organisme de gestion spécialisé et indépendant pour la remise en état des sites après extraction.

### Actions
Le collectif mène des actions de sensibilisation et d'information à travers son site Internet proposant des articles, des documents techniques et des reportages sur l'exploitation de l'uranium au Niger et dans le monde, une exposition itinérante, des communiqués et conférences de presse, des manifestations, une participation à la rédaction du guide Lobby Planet Paris. Il est également en lien avec le collectif d'Un Plateau à l'Autre concernant l'exploitation de l'uranium en Argentine.